# Temporada da NHL de 1960–61
A temporada da NHL de 1960–61 foi a 44.ª  temporada da National Hockey League (NHL). Seis times jogaram 70 partidas cada. Pela primeira vez desde 1950, dois times baseados nos Estados Unidos competiram pela Stanley Cup e foi o Chicago Black Hawks que derrotou oDetroit Red Wings por 4-2. Foi a primeira Copa de Chicago desde 1938, que ficou sem vencer outra até a temporada 2009-10.
Gordie Howe tornou-se o primeiro jogador na história da NHL a atingir a marca de 1000 pontos na temporada regular.  Haveria outras sete temporadas antes de Jean Beliveau igualar o feito.
O original Troféu Hart foi aposentado, já que todas as placas estavam preenchidas e as condições estavam deterioradas. Foi decidido doar o Troféu Memorial Hart em seu lugar.

## Temporada Regular
Em 15 de setembro de 1960, Rocket Richard anunciou sua aposentadoria do hóquei. Durante sua carreira, ele liderou todas as artilharias, com um recorde de 544 gols mais 82 nos playoffs. Apesar da expansão no número de jogos da liga para 70 desde os famosos 50 gols em 50 jogos de Richard, ele permaneceu como único jogador a marcar 50 gols em uma temporada até essa.
Chicago agora tinha um time poderoso, especialmente sua defesa, que contava com Pierre Pilote, Al Arbour, Jack Evans e Elmer Vasko.
Foi noticiado que o antigo grande defensor Eddie Shore havia sofrido um ataque cardíaco, mas estava descansado confortavelmente em um hospital de Springfield.
Em uma partida de 13 de outubro, os Canadiens derrotaram os Rangers por 8–4, com Bernie Geoffrion e Dickie Moore tendo hat-tricks cada.
Jack McCartan conseguiu sua  única partida sem levar gols na NHL pelos Rangers ao fechar o gol na vitória por 2-0 sobre o Chicago Black Hawks em 19 de outubro. Reg Fleming estabeleceu um recorde de 37 minutos de penalizações nessa partida. Eles incluíram três penalizações graves por batahas com Dean Prentice, Eddie Shack e John Hanna, uma má conduta e uma má conduta de jogo.
Em 1 de dezembro, os Canadiens, que haviam enviado Andre Pronovost ao Boston por Guy Gendron, derrotaram os Maple Leafs por 6–3 no Forum. Gendron marcou um gol, mas o principal do jogo foram as 21 penalizações que o juiz Frank Udvari teve de marcar, incluindo várias graves no terceiro período. Henri Richard competiu com Frank Mahovlich, Dickie Moore competiu com Bob Pulford e Marcel Bonin competiu com Bobby Baun. O administrador-geral e treinador de Toronto Punch Imlach estava com mau humor após o jogo e disse à imprensa, entre outras coisas, que o árbitro Udvari e os juízes de linha Loring Doolittle e George Hayes deveriam ser considerados as três estrelas pela ajuda que eles deram a Montreal. Isso chegou aos ouvidos do presidente da NHL Clarence Campbell, que multou Imlach em $200.
Stan Mikita estava ajudando a melhorar Chicago. Ele marcou dois gols na vitória por 3–2 sobre os Rangers em 4 de janeiro e marcou o gol da vitória na noite seguinte, quando os Black Hawks bateram Boston por 4–3.
Leo Lamoureux, antigo defensor dos Montreal Canadiens, morreu em Indianapolis em 11 de janeiro, aos 45 anos.
Chicago derrotou os Rangers por 4–3 em 8 de março. Gump Worsley distendeu o músculo tendão do jarrete e Joe Shaefer o substituiu com o placar em 1–1. Na noite seguinte, os Rangers foram eliminados dos playoffs ao Bernie Geoffrion marcar três gols no passeio de 6–1 dos Canadiens.
Johnny Bower, que parecia no caminho para vencer o Troféu Vezina, forçou um músculo da perna e teria de parar para um descanso. Cesare Maniago jogou no gol por Toronto em 16 de março e perdeu por 5–2. Parecia que dois jogadores, Frank Mahovlich do Toronto e Bernie "Boom Boom" Geoffrion do Montreal, atingiriam os 50 gols, mas Mahovlich terminou decaindo próximo ao fim da temporada e perdeu os 50 por dois gols. Geoffrion marcou seu 50° gol naquela noite e foi ovacionado. Ele também fez 45 assistências e liderou a liga na pontuação. 
Toronto jogou um empate por 2–2 com o New York Rangers em seu último jogo da temporada e Bobby Baun foi vítima de sua própria batida forte. Camille Henry correu em direção a Baun e os seus patins atingiram Baun no pescoço. Baun retornou no terceiro período, mas após o jogo, ao entrar no ônibus do time, ele começou a arfar desesperadamente. Ele apalpou por atenção e balançou os braços, e seus colegas de time finalmente perceberam que ele estava com problemas e o levaram ao hospital onde uma operação de emergência foi feita para permitir a respiração. Braun perdeu alguma ação nos playoffs devido à lesão. 

### Classificação Final
Nota: PJ = Partidas Jogadas, V = Vitórias, D = Derrotas, E = Empates, Pts = Pontos, GP = Gols Pró, GC = Gols Contra

Times que se classificaram aos play-offs estão destacados em negrito
| National Hockey League | PJ | V  | D  | E  | GP  | GC  | Pts |
| ---------------------- | -- | -- | -- | -- | --- | --- | --- |
| Montreal Canadiens     | 70 | 41 | 19 | 10 | 254 | 188 | 92  |
| Toronto Maple Leafs    | 70 | 39 | 19 | 12 | 234 | 176 | 90  |
| Chicago Black Hawks    | 70 | 29 | 24 | 17 | 198 | 180 | 75  |
| Detroit Red Wings      | 70 | 25 | 29 | 16 | 195 | 215 | 66  |
| New York Rangers       | 70 | 22 | 38 | 10 | 204 | 248 | 54  |
| Boston Bruins          | 70 | 15 | 42 | 13 | 176 | 254 | 43  |

### Artilheiros
PJ = Partidas Jogadas, G = Gols, A = Assistências, Pts = Pontos, PEM = Penalizações em Minutos
| Jogador          | Time                | PJ | G  | A  | Pts | PEM |
| ---------------- | ------------------- | -- | -- | -- | --- | --- |
| Bernie Geoffrion | Montreal Canadiens  | 64 | 50 | 45 | 95  | 29  |
| Jean Beliveau    | Montreal Canadiens  | 69 | 32 | 58 | 90  | 57  |
| Frank Mahovlich  | Toronto Maple Leafs | 70 | 48 | 36 | 84  | 131 |
| Andy Bathgate    | New York Rangers    | 70 | 29 | 48 | 77  | 22  |
| Gordie Howe      | Detroit Red Wings   | 64 | 23 | 49 | 72  | 30  |
| Norm Ullman      | Detroit Red Wings   | 70 | 28 | 42 | 70  | 24  |
| Red Kelly        | Toronto Maple Leafs | 64 | 20 | 50 | 70  | 12  |
| Dickie Moore     | Montreal Canadiens  | 57 | 35 | 34 | 69  | 62  |
| Henri Richard    | Montreal Canadiens  | 70 | 24 | 44 | 68  | 91  |
| Alex Delvecchio  | Detroit Red Wings   | 70 | 27 | 35 | 62  | 26  |

## Prêmios da NHL
| 1960–61 NHL awards            | 1960–61 NHL awards                   |
| ----------------------------- | ------------------------------------ |
| Troféu Príncipe de Gales:     | Montreal Canadiens                   |
| Troféu Art Ross:              | Bernie Geoffrion, Montreal Canadiens |
| Troféu Memorial Calder:       | Dave Keon, Toronto Maple Leafs       |
| Troféu Memorial Hart:         | Bernie Geoffrion, Montreal Canadiens |
| Troféu Memorial James Norris: | Doug Harvey, Montreal Canadiens      |
| Troféu Memorial Lady Byng:    | Red Kelly, Toronto Maple Leafs       |
| Troféu Vezina:                | Johnny Bower, Toronto Maple Leafs    |

### Times das Estrelas
| Primeiro Time                        | Position | Segundo Time                       |
| ------------------------------------ | -------- | ---------------------------------- |
| Johnny Bower, Toronto Maple Leafs    | G        | Glenn Hall, Chicago Black Hawks    |
| Doug Harvey, Montreal Canadiens      | D        | Allan Stanley, Toronto Maple Leafs |
| Marcel Pronovost, Detroit Red Wings  | D        | Pierre Pilote, Chicago Black Hawks |
| Jean Beliveau, Montreal Canadiens    | C        | Henri Richard, Montreal Canadiens  |
| Bernie Geoffrion, Montreal Canadiens | RW       | Gordie Howe, Detroit Red Wings     |
| Frank Mahovlich, Toronto Maple Leafs | LW       | Dickie Moore, Montreal Canadiens   |

## Estreias
O seguinte é uma lista de jogadores importantes que jogaram seu primeiro jogo na NHL em 1960-61 (listados com seu primeiro time, asterisco(*) marca estreia nos play-offs):
- Ted Green, Boston Bruins
- Chico Maki*, Chicago Black Hawks
- Bobby Rousseau, Montreal Canadiens
- Gilles Tremblay, Montreal Canadiens
- Rod Gilbert, New York Rangers
- Jean Ratelle, New York Rangers
- Cesare Maniago, Toronto Maple Leafs
- Dave Keon, Toronto Maple Leafs

## Últimos Jogos
O seguinte é uma lista de jogadores importantes que jogaram seu último jogo na NHL em 1960-61 (listados com seu último time):
- Willie O'Ree, Boston Bruins
- Fern Flaman, Boston Bruins
- Tod Sloan, Chicago Black Hawks
- Red Sullivan, New York Rangers
- Larry Regan, Toronto Maple Leafs

## Ligações Externas
- Hockey Database
- NHL.com